# Jan Bawarski
Jan Bawarski herbu Kościesza – komornik graniczny halicki w 1679 roku.